# 蚀夜蛾属
蚀夜蛾属（学名：Oxytripia）是夜蛾科下的一个属。

## 下属物种
本属包括以下物种：
- 环斑蚀夜蛾 Oxytripia orbiculosa (Esper, 1800)，射干钻心虫